# ELTE Radnóti Miklós Gyakorlóiskola
Az ELTE Radnóti Miklós Gyakorló Általános Iskola és Gyakorló Gimnázium az Eötvös Loránd Tudományegyetem egyik gyakorlóiskolája Budapest XIV. kerületében. Az iskolában jelenleg 12, 8 és 1+6 osztályos képzés folyik. A HVG országos középiskolai tanulmányi rangsorában évek óta az első 3-4 gimnázium között található.

## Története

### Épület
Az épületet Lajta Béla tervezte art déco stílusban, különlegessége, hogy Lajta épületei közül mára már nagyon kevés áll, de mint zsidó építészeti emlék is kiemelt a jelentősége. Bár az új iskolaépület építési munkálatai 1913 márciusában megindultak, alig egy évvel később, az első világháború kitörésével, 1914 júliusában félbe is szakadtak. A világháború lezárultával újabb nehézségek adódtak: az iskola vagyona devalválódott értékpapírokban feküdt, és csak 1921-re – közösségi gyűjtéssel, jelzálogkölcsönnel – sikerült megteremteni a további munkálatok finanszírozásának alapját. Miután Lajta Béla 1920-ban elhunyt, az izraelita hitközség Hegedűs Ármint kérte fel, hogy legalább az épület egy részének, a nyugati szárnyának használhatóvá tételére készítsen terveket. A munka végül 1922-ben indult meg, de a kivitelezés elhúzódott, és az épület átadására 1931. október 14-én került sor. Hozzá csatlakozik egy zsinagóga, amely véglegesen 1927-re készült el. Az épület a háborúban megrongálódott, 1945-ben rendbe hozták.

### Izraelita iskola (1919–1952)
Egy izraelita felekezetű gimnázium alapításának ötletét Kármán Mór pedagógus vetette fel 1886-ban. 1892-ben Freystädtler Antal alapítványt hozott létre, majd a következő években további adományok érkeztek erre a célra. 1909-ben felállt a középiskola létesítését és működtetését felügyelő bizottság, Kármán kidolgozta a tanítási tervet, 1910-ben pedig a leendő iskolaépület számára kiszemelt telket is megvásárolták az akkori Abonyi és Bálint utcák sarkán. A Pesti Izraelita Hitközség Alapítványi Főgimnáziuma megnyitására azonban jóval később került sor: két párhuzamos első osztállyal csak az első világháború után, 1919 szeptemberében indult meg a tanítás a hitközség Wesselényi utcai polgári iskolájában (ma Wesselényi Utcai Családi Bölcsőde, Óvoda és Általános Iskola). Első igazgatói Stern Ábrahám (1919), Heller Bernát (1919–1922) és Goldberger Salamon (1922–1940) voltak, az első évek tanári karának tagja volt Braun Salamon rabbi, Kertész Manó és Fuchs D. Rafael nyelvészek, Grünwald Fülöp történész. Az 1920-ban elfogadott, a zsidó állampolgárok jogvesztésével járó numerus clausus több zsidó származású tudóst, szakembert megfosztott egyetemi katedrájától, akik közül sokan a zsidó gimnáziumban folytatták az oktatómunkát, ezzel az ország egyik legszínvonalasabb középiskoláját teremtették meg. Bár az iskolának csak a nyugati szárnya készült el, az oktatás a jelenlegi épületben 1923. október 12-én vette kezdetét. 1931-ben a Pesti Izraelita Hitközség Leánygimnáziuma is az épületbe költözött korábbi Munkácsy utcai székhelyéről.
A zsidó fiú- és leánygimnáziumoknak 1941 decemberében ki kellett költözniük az épületből, az oktatás 1944-ig a Wesselényi utcai polgári iskolában, azt követően az Eötvös utcai hitközségi elemi iskolában, illetve az Országos Rabbiképző Intézet helyiségeiben folyt. A hitközségtől elvett iskolaépület egy részét a Magyar Királyi Honvédség részére foglalták le laktanyának. A Magyarországi Vacuum Olajüzemek megbízásából 1944 nyarán munkaszolgálatos századot hoztak létre a cég zsidó alkalmazottaiból, jeles fővárosi értelmiségiekből (pl. Kadosa Pál, Ráday Imre, Kellér Dezső) és családjaikból, akik Ocskay László parancsnoksága alatt teljes védelemben éltek az Abonyi utcai iskolaépületben. Feladatuk hivatalosan hadi ruhák gyűjtése és javítása volt. A nyilas hatalomátvételt követően, 1944 novemberében az addigra már 2000-2500 munkaszolgálatosnak menedéket nyújtó épületet részben gettónak jelölték ki, részben pedig a Magyar Királyi 506-os Honvéd Hadikórház részére engedték át. 1945 januárjában, a front közeledtével csak Ocskay lélekjelenlétén múlt, hogy a nyilasok nem rendeztek vérfürdőt.
A második világháborús Budapest ostroma lezárultával a szovjet Vörös Hadsereg rendezett be parancsnoki körletet és katonai kórházat a falak között. Végül 1946. április 28-án a Pesti Izraelita Hitközség visszakapta az épületet, és a háborús károk helyrehozatalát követően, az 1946/1947-es tanévben lecsökkent tanári karral és tanulói létszámmal ugyan, de újra itt folyt a gimnáziumi, az ipari középiskolai és az újonnan megszervezett, koedukált általános iskolai alsó tagozatos oktatás. Az 1948-as iskolaállamosítás idején „a magyar közoktatás terén szerzett érdemei megbecsüléseként” az Abonyi utcai épület még felekezeti iskola maradhatott. 1952-ben azonban végül sor került az államosításra: az épületet elvették a hitközségtől, az izraelita felekezetűek középfokú oktatása visszaköltözött az Országos Rabbiképző Intézetbe, majd 1959-ben a korábbi zsidó leánygimnáziummal levezényelt összevonás eredményeként a Józsefvárosban megalakult a Budapesti Izraelita Hitközség Fiú- és Leánygimnáziuma (1998 óta Scheiber Sándor Gimnázium és Általános Iskola).

### Állami iskola (1952–)
1953-tól a helyéről kilakoltatott I. István Gimnázium költözött az épület Cházár András utcai oldalára, 1957-ben pedig, amikor az I. István Gimnázium visszatért az Ajtósi Dürer sorra, az egykori leánygimnáziumi szárny fogadta be a magyar–orosz tanítási nyelvű Makszim Gorkij Iskola tantestületét és diákjait. Az iskola Simon József igazgatósága alatt, 1959-ben vette föl Radnóti Miklós költő nevét, 1961. július 1-jétől pedig gyakorlóiskola lett. Azóta fogadja az ELTE Bölcsészettudományi Karának és Természettudományi, valamint Informatikai Karának tanárszakos hallgatóit.
A hatvanas-hetvenes–nyolcvanas években, Lukács Sándor (és nyomában Lami Rudolf) igazgatósága alatt alakult ki az iskola ma jellemző képe és hangulata. Már ekkoriban is szabad szellemű, nyitott intézményként tartották számon, a lazuló szocializmus időszaka alatt pedig már politikai viták is zajlottak a falai között. Mindemellett azonban  - a diákok kérésére -az utolsók között szüntette meg a szombati tanítást. A 4 osztályos gimnázium sajátos, sikeres fakultációs rendszerben működött.
A rendszerváltás idején dr. Réz Gáborné igazgatása alatt jött létre mai tanterve és programja a nyolc- és hatosztályos gimnáziumi képzésekre.
1991-ben a Magyarországi Zsidó Hitközségek Szövetsége három, 1948–1952 között kárpótlás nélkül államosított fővárosi iskolájára, köztük a Radnóti Miklós Gimnázium épületére tartott igényt, meglehetősen szoros határidővel: elképzelésük szerint az 1992/1993-as tanévben már ismét izraelita középiskola működött volna a falak között. A tárgyalások elhúzódtak, megegyezés sem a Radnóti tantestületének és diákjainak elhelyezéséről, sem az izraelita hitközség kárpótlásáról nem született. A megoldást végül az Országos Rabbiképző Intézet helyiségeiben működő zsidó gimnázium – 1965 óta Anna Frank Gimnázium – elhelyezésére méltó, állami finanszírozással felépített, 1998 nyarán átadott zuglói iskolaépület hozta meg, így a Radnóti maradhatott a patinás Abonyi utcai falak között.
Igazgatója 2003-tól Tomcsányi Péter, majd 2013. január 1-től Dr. Molnár Katalin, 2019. augusztus 1-től Láng György. Az iskola 2009-ben ünnepelte a Radnóti név felvételének 50. évfordulóját. Az iskola 50 éves történetét Jubileumi emlékkönyvben dolgozta fel.

## Oktatás

### Tagozatok
- alsó tagozat (1–4. osztály)
- 8 osztályos gimnázium
  - 5–6. osztály: alapozás, előkészítés átfogó tárgyakkal (pl. természetismeret: fizika, földrajz és biológia, társadalomismeret)
  - 7–10. osztály: a kötelező alaptantervek anyagai,
  - 11–12. osztály: fakultáció (a választott tárgyak emelt óraszámban)
- 6+1 osztályos gimnázium
  - 0. osztály (7.ny): nyelvi előkészítő
  - 7–10. osztály: a kötelező tantervek anyagai
  - 11–12. osztály: fakultáció

### Az iskola vizsgarendszere
- 6. osztály év vége: természetismeret: földrajz, biológia és kémia, magyar: nyelv- és irodalom, (szelektív vizsgák)
- 8. osztály félév: matematika  (írásbeli vizsga)
- 8. osztály év vége: magyar nyelv- és irodalom
- 9. osztály év vége: történelem (írásbeli és szóbeli vizsga)
- 10. osztály: első félév: kémia (szóbeli záróvizsga) majd év végén biológia (írásbeli és szóbeli vizsga) VAGY első félév: földrajz  (szóbeli záróvizsga) majd év végén fizika (írásbeli és szóbeli vizsga)

### Események
- Tudományos Diáknapok: A diákok egy adott témához (például a reneszánsz, Radnóti Miklós, Magyarok az Unióban, környezetvédelem, A víz stb.) kapcsolódó előadásokat hallgathatnak meg elismert tudósok, szakemberek előadásában. Először 1987-ben rendezték meg Kiss Zsuzsanna kémiatanár kezdeményezésére, azóta minden tavasszal megtartja az iskola.
- Osztályszínpadok fesztiválja/vetélkedője: A kisgimnazisták (5–8. osztály) számára fontos esemény, ahol a tanulók osztályonként fellépnek egy-egy színdarabbal. Egy szakavatott zsűri dönti el a helyezéseket (minden évben változó, hogy kik ezek, de többnyire tanárok és volt diákok). A rendezvény szervezésében és lebonyolításában fontos szerepet kapnak az ifik (önkéntes nagygimnazisták), akik az év során számos egyéb (évente változó jellegű) rendezvényt is tartanak a kisgimnazisták számára.
- Nomád tábor: Az ifik által szervezett tábor kisgimnazisták számára minden nyáron.
- Anyanyelvi tábor: Többek között Kárpátaljáról és Csángóföldről érkező vendéggyerekekkel közös tábor minden nyáron.
- Természetkutató tábor (Termkut): Hat napos nyári tábor kisgimnazisták számára (5–8. évfolyam), amelyet Balázs Katalin táborvezető szervez 1997-től minden évben 2-3 további tanár valamint a Termkut ifik (volt táborozók, az iskola 9–12. osztályos diákjai, valamint öregdiákok) segítségével. A táborban a gyerekek a délelőttök során különböző természettudományokhoz kapcsolódó szakmai programokon (pl. szappanfőzés, vízvizsgálat, növényhatározás) vesznek részt tanári vezetéssel, délután pedig az ifik szerveznek számukra játékokat, vetélkedőket.[forrás?]megrendezésre)
- Radnóti vízitúra: Minden évben nyáron több különböző kenus vízitúrát rendeznek.

### Díjak
Az iskola tanárainak kitüntetése a Kármán Mór-emlékgyűrű, diákjai a következő díjakat kaphatják:
- Radnóti Emlékplakett a közösségi munkáért
- Radnóti Emlékplakett a tanulmányi munkáért
- Az Év Diákja
- A Diákönkormányzat Közösségért-díja

## Rangsor
|     | 2018 | 2019 | 2020 | 2021 | 2022 | 2023 | 2024 |
| --- | ---- | ---- | ---- | ---- | ---- | ---- | ---- |
| HVG | 3    | 1    | 2    | 3    | 3    | 1    | 3    |

## Igazgatók
- 1955–1965 Simon József[24]
- 1957–1961 Illés Irén (általános iskolai igazgató)[24]
- 1965–1981 Lukács Sándor[24]
- 1982–1987 Lami Rudolf[24]
- 1987–2002 Réz Gáborné[24]
- 2002[24]–2012[25] Tomcsányi Péter
- 2013[25]–2019[2] Molnár Katalin
- 2019– Láng György[2]

## Az iskola híres diákjai

### Gazdasági szakemberek
- Békés Gábor
- Csányi Péter, a VATES alapítója.
- Felcsuti Péter
- Jutasi Zoltán, magyar közgazdász, üzletember.
- Lakatos István, üzletember, a Bravogroup Holding vezérigazgatója és többségi társtulajdonosa, a Cápák között üzleti show-műsor egyik befektetője.[26]
- Moldován András, üzletember, étteremlánc- és szoftverfejlesztőcég-tulajdonos, a Cápák között üzleti show-műsor egyik befektetője.[27]

### Írók, költők
- Bartók Imre író
- Békés Pál József Attila-díjas író, drámaíró, műfordító, egyetemi tanár
- Gács Anna  irodalomkritikus, szerkesztő, fordító
- Hetényi Zsuzsa Füst Milán-díjas irodalomtörténész, műfordító, egyetemi tanár
- Kántor Péter József Attila-díjas magyar költő, műfordító
- Kemény Zsófi költő, író, forgatókönyvíró, slammer és Sophie Hard néven rapper
- Komlós János újságíró, kabaréigazgató, humorista, konferanszié, író, kritikus, műfordító, dramaturg
- Kovács-Cohner Róbert költő, drámaíró, műfordító, dramaturg, publicista
- Márton László író, drámaíró, műfordító, esszéista
- Nagy András író
- Petőcz András  József Attila-díjas, Márai Sándor-díjas és Magyarország Babérkoszorúja díjas, A Magyar Köztársasági Érdemrend Lovagkeresztjével kitüntetett magyar író, költő, szerkesztő
- Szepes Erika  irodalomtörténész, klasszika-filológus, vallástörténész, kritikus, egyetemi tanár, szerkesztő
- Szilágyi Ákos József Attila-díjas és Babérkoszorú-díjas költő, esztéta, szerkesztő, Pulitzer-emlékdíjas közíró
- Vihar Judit egyetemi tanár, irodalomtörténész, műfordító

### Képzőművészek
- Barabás Lujza, a legfiatalabb magyar, akinek festményei a párizsi Louvre-ban is kiállításra kerültek, a Nemzet Fiatal Tehetsége
- El Kazovszkij, orosz származású magyar Kossuth-díjas képzőművész
- Kovács Lola, magyar Barcsay-díjas képzőművész
- Máthé Zsuzsa, magyar festőművész
- Zoboki Gábor, magyar építész, a Müpa tervezője

### Politikusok
- Gyetvai Viktor a volt Független Diákparlament egyik szervezője, volt stratégiai koordinátora, egyik egykori alapítótagja, az ADOM Alternatív Diákközpontú Oktatásért Mozgalom aktivistája
- Hajnal Miklós, politikus, a Momentum Mozgalom tagja
- Havas Szófia, politikus, orvos
- Haraszti Miklós, szociológus, az illegális demokratikus ellenzék tagja, majd az SZDSZ politikusa
- Kendernay János, diplomata, politikus, a Lehet Más a Politika férfi társelnöke (2019–2020)
- Kis János, filozófus, az SZDSZ alapító tagja és első elnöke
- Merker Dávid, politikus, önkormányzati képviselő, a Hosszúlépés? Járunk nevű cég alapítója
- Meszerics Tamás, történész, politikus, európai parlamenti képviselő (2014–2019)
- Németh Zsolt, közgazdász, politikus és államtitkár.
- Szabó Rebeka, biológus, ökológus és politikus

### Sportolók
- Gulácsi Péter magyar válogatott labdarúgó, a német RB Leipzig kapusa
- Halász Tamás, sakkozó, edző, sportvezető, nemzetközi mester, matematikatanár
- Bátorfi Csilla, Európa bajnok asztaliteniszező

### Színház- és filmművészeti szakemberek
- Béres Dániel, filmrendező
- Gábor Sára, dramaturg
- Groó Diana, filmrendező, forgatókönyvíró
- Horvát Lili, filmrendező, forgatókönyvíró
- Papp Bojána filmrendező
- Sántha László filmrendező, forgatókönyvíró, tanár a New York University (NYU) filmes tanszékén
- Valló Péter, Kossuth- és Jászai Mari-díjas magyar rendező, érdemes művész

### Színművészek
- Bognár Anna, színésznő
- Bogdán Gergő, szinkronszínész
- Huszárik Kata, színésznő
- Kertész Péter színész
- Lengyel Tamás, színész
- Molnár Ildikó, színésznő
- Müller Júlia, színésznő
- Németh Nóra, színésznő
- Puskás Tamás, színész, rendező, 1982-ben a Budapesti Katona József Színház alapító tagja. 2003-tól a Centrál Színház igazgatója
- Pregitzer Fruzsina, színésznő

### Tudósok
- Bauer Tamás, közgazdász, egyetemi tanár, politikus.
- Felcsuti Péter, közgazdász, bankár, a Raiffeisen Bank (korábban Unicbank) vezérigazgatója, 2008. április 25-étől a Magyar Bankszövetség elnöke
- Czigány Tibor, Széchenyi-díjas gépészmérnök, egyetemi tanár, a Magyar Tudományos Akadémia rendes tagja, a BME rektora
- Ferenczy Mária, sinológus, művelődéstörténész, 1988 és 2003 között a Hopp Ferenc Kelet-ázsiai Művészeti Múzeum gyűjteményigazgatója
- Fodor Zoltán elméleti fizikus, egyetemi tanár, a Magyar Tudományos Akadémia tiszteleti tagja, az elemi részecskék fizikájának neves kutatója
- Gerevich József, pszichiáter, neurológus, addiktológus és pszichoterapeuta, egyetemi tanár, író
- Haidegger Tamás, villamosmérnök, az Óbudai Egyetem Egyetemi Kutató és Innovációs Központ főigazgatója, a Bejczy Antal iRobottechnikai Központ orvosi robotika csoportjának szakmai vezetője[28][29]
- Kálmán László, nyelvész, a nyelvtudomány kandidátusa, tudományos főmunkatárs, az ELTE Bölcsészettudományi Kar (ELTE-BTK) Elméleti nyelvészet szakcsoportjának docense
- Lempert László, magyar–amerikai matematikus
- Mádl Péter, irodalomtörténész, egyetemi docens
- Nemes-Nagy József, regionalista, társadalomföldrajzos, tanszékvezető egyetemi tanár (ELTE Természettudományi Kar ELTE-TTK), a Magyar Tudományos Akadémia doktora.
- Nováky Erzsébet, Akadémiai Díjas magyar közgazdász, egyetemi tanár, a Budapesti Corvinus Egyetem professor emeritája
- Papp Gabriella, gyógypedagógus, az ELTE Bárczi Gusztáv Gyógypedagógiai Kar dékánja
- Patkós András, magyar fizikus, egyetemi tanár, a Magyar Tudományos Akadémia rendes tagja,  részecskefizika, statisztikus fizika és a kozmológia neves kutatója
- Simonovits Miklós, Széchenyi-díjas magyar matematikus, a Magyar Tudományos Akadémia rendes tagja
- Solymosi Katalin, biológus
- Takács Miklós, régész
- Vig Dávid, jogász, az Amnesty International magyarországi igazgatója
- Winkler István, pszichológus
- Zsoldos Attila, történész, középkorkutató, a Magyar Tudományos Akadémia rendes tagja

### Újságírók, rádiós, televíziós személyiségek
- Acél Anna rádióbemondó, televíziós műsorvezető, újságíró, tanár
- Bölcs István rádiós szerkesztő, műsorvezető, újságíró
- Fiala János rádiós szerkesztő-műsorvezető, újságíró
- Hadas Krisztina, újságíró, szerkesztő, riporter, tanár
- Héder Barna, újságíró, műsorvezető
- Hont András, újságíró, publicista
- Komlósi Gábor, újságíró, szerkesztő, televíziós riporter, médiaiskola-igazgató, sportvezető, minisztériumi sajtófőnök, MÚOSZ-elnök
- Mészáros Antónia, televíziós szerkesztő, műsorvezető, az UNICEF magyarországi vezetője
- Nagy Attila Péter (filmesként Nóti-Nagy Attila), újságíró, televíziós szerkesztő, riporter, tanár, író, forgatókönyvíró, producer, kommunikációs tanácsadó, tréner
- Krizsó Szilvia, televíziós műsorvezető
- Tölgyes Péter, sportújságíró

### Zeneművészek
- Balázs Mihály, Balázs Miklós és Rónai Dávid, a Fatal Error alternatív rockzenekar alapító tagjai
- Bíró Eszter, magyar énekesnő, színésznő
- Cziglán István, a Solaris és a Napoleon Boulevard gitárosa (1959–1998)
- Hábetler András, operaénekes (basszbariton), operarendező, a Magyar Állami Operaház állandó vendégművésze
- Lang Györgyi, magyar énekesnő, műsorvezető, színésznő a Pa-Dö-Dő együttes tagja
- Sebestyén Márta, Kossuth- és Liszt Ferenc-díjas magyar népdalénekes, előadóművész
- Szalóki Ági, Liszt-díjas énekes, dalszerző
- Sztevanovity Zorán, szerb származású magyar Kossuth-díjas előadóművész

## Híres tanárok
- Bölcs István (magyar–történelem, 1962–1969)
- Csatár Katalin (matematika)
- Enyedi Ágnes (angol)
- Hidvéghi Balázs (angol)
- Honyek Gyula (fizika, 1996–2011)
- Illés Éva (angol, 2002–2004)
- Jobbágy Károlyné (magyar nyelv és irodalom)
- Kovács Endre (magyar nyelv és irodalom)
- Kugler Sándorné (fizika–matematika, 1961–1975)
- Ludmann Mihály (művészettörténet, 1983–2018)
- Lukács Sándor igazgató (pedagógia–filozófia, 1965–1981)
- Madocsai László (magyar nyelv és irodalom)
- Medgyes Péter (angol–orosz, 1968–1981)
- Mezei Ottó (művészettörténet–magyar–francia, 1962–1968)
- Rácz Mihály (fizika)
- Sain Márton (matematika–fizika, 1970–1979)